# Белозёров, Борис Сергеевич
Бори́с Серге́евич Белозёров (род. 2 декабря 1993, Санкт-Петербург, Россия) — российский игрок «Что? Где? Когда?», обладатель «Хрустальной совы».

## Биография
Родился 2 декабря 1993 года в Санкт-Петербурге.
Детство провел в Волгограде, после окончания школы переехал в Москву.
Два года проучился на физическом факультете Московского государственного университета (МГУ), после чего окончил отделение экономики и международного энергетического сотрудничества Московского государственного института международных отношений (МГИМО).
Индивидуальный предприниматель, занимается организацией и проведением интеллектуальных игр.
Не женат.
Живет в Москве.

## «Самый умный»
Дебютировал на телевидении в возрасте 13 лет в передаче «Самый умный», в Младшей лиге. В первой же игре одержал победу.
С 2008 года принимал участие в играх Старшей лиги, с 2010 года — в играх Золотой лиги.
В 2011 году одержал победу в Суперфинале и стал чемпионом Золотой лиги.
Всего сыграл в 19 играх, в 13 их которых выходил в финал, а в 5 одержал победу.
Принял участие в двух специграх. В 2008 году вместе с мамой, Еленой Белозёровой, сыграл в выпуске «Родительский день», в котором занял 5 место (это единственный случай в игровой карьере Бориса Белозерова, когда он дошёл до второго тура, но не попал в финал). В 2010 в выпуске, посвящённом дню учителя, сыграл в паре с преподавателем русского языка и литературы Лилией Букаевой. Пара стала победителем выпуска, заняв первое место во всех трех раундах программы.
В игре 11 декабря 2011 года установил рекорд регулярных турниров по суммарному результату второго тура (46 баллов), а также повторил рекорд по результату в одном туре (24 балла).
Является основателем и одним из первых ведущих спортивной онлайн-версии игры под названием "The Brainiest Online".

## «Что? Где? Когда?»
Дебютировал в телеигре «Что? Где? Когда?» в весенней серии 2014 года в качестве капитана. В первой игре команда Белозерова одержала уверенную победу со счетом 6:3.
В летней серии 2016 года при счете 5:5 сам остался на раунд «Суперблиц», в котором правильно ответил на все три вопроса и принес команде победу. В финальной игре 2016 этот выигранный суперблиц был признан самым ярким ответом года, за что Борис получил специальный приз, став вторым его обладателем в истории клуба.
В финальной игре осенней серии 2017 года команда Белозерова уступала в счёте 0:3, но смогла одержать победу (6:5). Капитан команды дал три правильных ответа и во второй раз в своей игровой карьере был признан лучшим знатоком игры. Кандидатуру Бориса Белозерова, выдвинутую защитником интересов знатоков Андреем Черемисиновым на получение приза «Хрустальная сова», поддержал магистр Андрей Козлов. Трое остальных магистров (Максим Поташев, Александр Друзь и Виктор Сиднев) отдали свой голос за Кима Галачяна, но решением ведущего игры обладателем «Хрустальной совы» стал Борис Белозеров.
В 2020 году принял участие в специгре, посвящённой 45-летию передачи, сыграв в качестве капитана сборной команды, в которой, в частности, свою единственную игру в роли знатока провел защитник интересов телезрителей Дмитрий Брейтенбихер.
В 2021 году в составе сборной команды Елизаветы Овдеенко впервые сыграл не в роли капитана. Борис Белозеров дал в этой игре один ответ (при счёте 0:4 неправильно ответил на вопрос), игра завершилась поражением знатоков со счетом 2:6.
По состоянию на осень 2023 года сыграл в 22 играх, в 11 из которых одержал победу.
Активно играет в спортивную версию игры «Что? Где? Когда?». Играл за волгоградские команды «Им. Микки Мауса», «Noname» и «Смерть верхом на лошади». С 2013 года постоянно выступает за московскую команду «Биркиркара». Принимал участие в нескольких чемпионатах России и чемпионатах мира.
Организатор и ведущий большого количества турниров по спортивной версии «Что? Где? Когда?».

## Интересные факты
- Увлекается киберспортом. В 2021 году попал в состав русскоязычной команды освещения турнира «The International» по Dota 2 в Бухаресте[6].

- Стал третьим капитаном (после Алексея Вавилова и Андрея Козлова), выигравшим раунд «Суперблиц».

- В одном из эфиров 2013 года телезрителям была представлена молодая команда, которая должна была сыграть в следующем сезоне. Борис Белозёров был в ее составе, но предполагалось его участие в качестве одного из «полевых» знатоков, а капитаном должна была стать Ольга Быкова.

- Дважды принимал участие в передаче «Кто хочет стать миллионером?». В 2017 году сыграл в паре с Кимом Галачяном, пара дала неправильный ответ на 11 вопрос и не заработала денег. В том же году сыграл в паре с Алесем Мухиным, выигрыш пары после неправильного ответа на 12 вопрос составил 200 000 рублей[7].

- В своей первой команде по спортивной версии игры «Что? Где? Когда?» в Волгограде играл вместе с будущим обладателем «Бриллиантовой совы» и «Хрустальной совы» Денисом Лагутиным[8].

- В одном из интервью сказал: «С детства я очень люблю камеру и внимание (возможно, это все следствие комплексов), поэтому не то, что никогда не боялся — всегда жаждал показывать себя миллионам людей»[9].